# دیمیتری کارامازوف قاتل
دیمیتری کارامازوفِ قاتل (آلمانی: Der Mörder Dimitri Karamasoff) یک فیلم درام آلمانی محصول ۱۹۳۱ به کارگردانی اریش انگلس و فدور اوزپ با بازی فریتز کورتنر و آنا استن است. داستان ستوانی را روایت می‌کند که مظنون به قتل پدرش است. این فیلم از رمان برادران کارامازوف اثر فئودور داستایوفسکی الهام گرفته شده‌است.

## بازیگران
- فریتز کورتنر در نقش دیمیتری کارامازوف
- آنا استن در نقش گروشنکا
- فریتز راسپ در نقش اسمردیاکوف
- برنهارد مینتی در نقش ایوان کارامازوف
- مکس پول در نقش فیودور کارامازوف
- هانا واگ در نقش کاتجا
- فریتز آلبرتی در نقش Gerichtspräsident
- ورنر هالمان در نقش Der Pole
- الیزابت نویمان-ویرتل در نقش فنجا

## تولید
این فیلم توسط ترا فیلم تولید شده‌است. فیلمبرداری از ۲۲ اکتبر تا ۲۴ نوامبر ۱۹۳۰ انجام شد. دکورهای فیلم توسط مدیران هنری هاینریش ریشتر و ویکتور تریواس طراحی شده‌است.